# Milton (miasto w hrabstwie Rock)
Milton – miasto w Stanach Zjednoczonych, w stanie Wisconsin, w hrabstwie Rock.